# سارة ستيلويل ويبر
سارة ستيلويل ويبر (بالإنجليزية: Sarah Stilwell Weber)‏ هي رسامة توضيحية أمريكية، ولدت في 1878 في Concordville, Pennsylvania ‏ في الولايات المتحدة، وتوفيت في 6 أبريل 1939 في فيلادلفيا في الولايات المتحدة.

## معرض صور

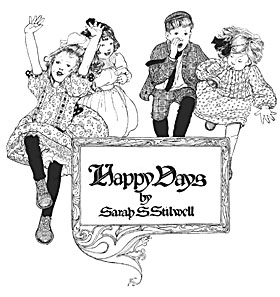
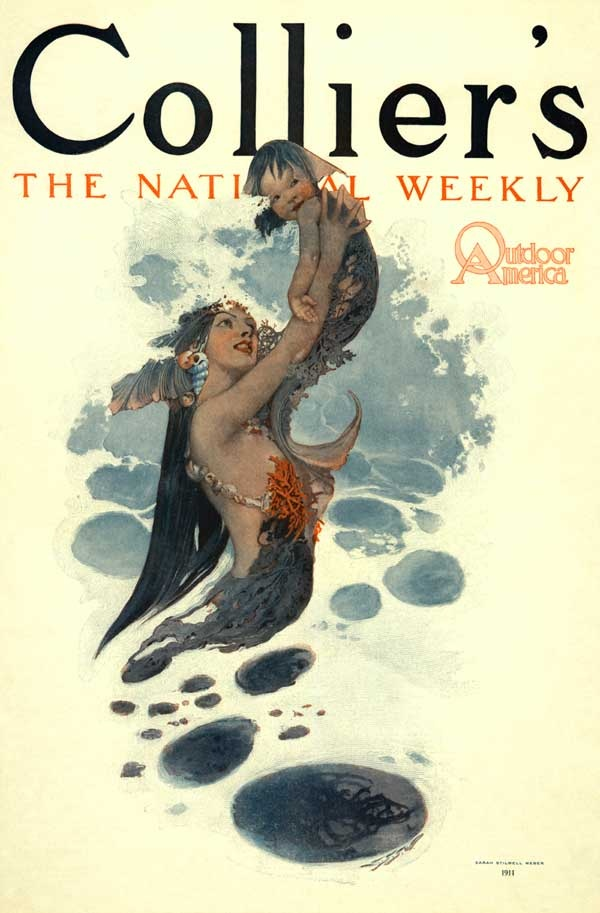
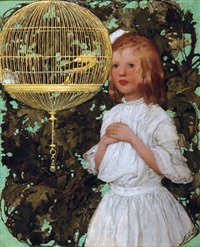
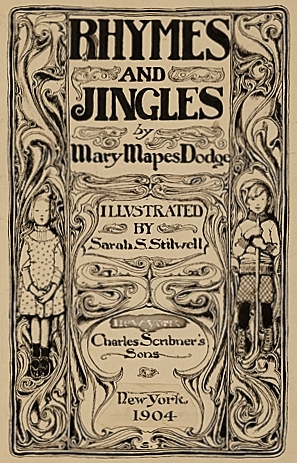